# Ezra Laderman
Ezra Laderman, né le 29 juin 1924 dans l'arrondissement new-yorkais de Brooklyn et mort le 28 février 2015 à New Haven dans le Connecticut, est un compositeur de musique classique américain,.

## Biographie
En 1971, l'opéra de Laderman Et David Wept a été présenté au public sur le réseau de télévision du Columbia Broadcasting System par Alfredo Antonini (Directeur musical de CBS). La collaboration a comporté des performances de plusieurs solistes d'opéra de premier plan de l'époque, y compris: Sherrill Milnes, Rosalind Elias et Ara Berberian,,.

## Prix
- 1956 : Bourse Guggenheim des arts pour les États-Unis et le Canada
- 1964 : Prix de Rome, (American Academy of Rome)
- 1983 : Prix de Rome, (American Academy of Rome)